# Jason Lepine
Jason Lepine (* 26. März 1985 in Cornwall, Ontario) ist ein ehemaliger kanadischer Eishockeyspieler, der im Verlauf seiner aktiven Karriere zwischen 2006 und 2017 hauptsächlich in den nordamerikanischen Minor Leagues auf der Position des Verteidigers gespielt hat. Zudem absolvierte Lepine auch 14 Partien für die Iserlohn Roosters in der Deutschen Eishockey Liga (DEL).

## Karriere
Jason Lepine begann seine Karriere 2003 bei den Cornwall Colts in der Central Junior Hockey League (CJHL). Dort spielte er bis 2006 und erzielte als Verteidiger 144 Scorerpunkte in 160 Spielen. Zur Saison 2006/07 verließ Lepine seine Heimatstadt Cornwall und unterschrieb seinen ersten Profivertrag bei den Corpus Christi Rayz in der Central Hockey League (CHL). Auch im folgenden Jahr stand er dort zunächst unter Vertrag, wechselte jedoch kurz nach Saisonbeginn zu den Knoxville Ice Bears in die Southern Professional Hockey League. Diese schlossen die reguläre Saison als punktbeste Mannschaft ab und erreichten das Finale der Playoffs. Dort konnte sich Lepine mit seinem Team durchsetzen und den President’s Cup gewinnen.
Zur Saison 2008/09 wechselte der Verteidiger zu den Bloomington PrairieThunder in die International Hockey League (IHL). Lepine konnte jedoch nur 21 Spiele absolvieren. Zusätzlich gab er sein Debüt in der American Hockey League (AHL) und spielte eine Partie für die Rockford IceHogs. Im folgenden Jahr blieb er verletzungsfrei und erzielte in 74 Spielen 44 Scorerpunkte, womit er der punktbeste Verteidiger seines Teams wurde. Für die Playoffs konnte sich die Bloomington PrairieThunder jedoch nicht qualifizieren. Gegen Ende der Saison spielte Lepine auf Basis von Probeverträgen für die Peoria Rivermen und Albany River Rats in der AHL. Er erhielt aber keine AHL-Angebote für das darauffolgende Jahr, sodass er für die Saison 2010/11 bei den Bakersfield Condors aus der ECHL unterschrieb. Diese transferierten Lepine am 10. Dezember 2010 zum Ligakonkurrenten Toledo Walleye. Dort zeigte er gute Leistungen und wurde punktbester Verteidiger seiner Mannschaft. Nach der Saison wurde er in das ECHL Second All-Star Team gewählt. Zusätzlich spielte Lepine erneut mit Tryout-Verträgen bei den Grand Rapids Griffins und Houston Aeros in der AHL.
Zur Saison 2011/12 wechselte Lepine nach Europa und unterschrieb einen Vertrag beim HC Kladno aus der tschechischen Extraliga. Mit seiner Mannschaft erreichte er den neunten Platz nach der regulären Saison und schied nach drei Niederlagen in der Playoff-Qualifikation aus. Anschließend schloss er sich JYP Jyväskylä aus der finnischen SM-liiga an. Dort zeigte er zu Beginn der Saison gute Leistungen und wurde Topscorer seiner Mannschaft bei der European Trophy 2012. Anschließend fiel er nach wenigen Spielen in der SM-liiga aufgrund einer Knöchelverletzung aus. Da seine Mannschaft mit Rich Peverley und Lars Eller mittlerweile zwei weitere ausländische Spieler verpflichtet hatte, wurde Lepine bei seiner Rückkehr nur noch im Farmteam JYP-Akatemia in der zweitklassigen Mestis eingesetzt. Am 14. Januar 2013 wechselte er zu den Iserlohn Roosters in die Deutsche Eishockey Liga (DEL). Mit den Roosters verpasste er die Qualifikation für die Playoffs und erhielt kein neues Vertragsangebot. Im September 2013 trainierte er für zwölf Tage bei den Hartford Wolf Pack aus der AHL. Diese nahmen ihn nicht unter Vertrag und Lepine unterschrieb im Oktober 2013 bei den Toledo Walleye aus der ECHL, für die er bereits drei Jahre zuvor aufgelaufen war.
Nachdem der Kanadier im November desselben Jahres von den Walleye zum Ligakonkurrenten San Francisco Bulls transferiert worden war, verließ Lepine die ECHL ohne ein Spiel für die Bulls absolviert haben und wechselte nur einen Monat später zum HC 05 Banská Bystrica in die slowakische Extraliga. Dort beendete er die Spielzeit und kehrte anschließend in seinen Geburtsort zurück. Dort absolvierte er die Saison 2014/15 bei den Cornwall River Kings in der Ligue Nord-Américaine de Hockey (LNAH). Lepine wagte daraufhin noch einmal den Sprung nach Europa, wo er ein Jahr beim SHC Fassa in der italienischen Serie A absolvierte. Seine letzte Spielzeit vor seinem Rücktritt im Alter von 32 Jahren im Sommer 2017 bestritt er abermals in seinem Heimatort bei den Cornwall Nationals in der Federal Hockey League (FHL).

## Erfolge und Auszeichnungen
- 2006 CJHL Defenseman of the Year
- 2006 CJHL First All-Star Team
- 2008 President’s-Cup-Gewinn mit den Knoxville Ice Bears
- 2011 ECHL Second All-Star Team

## Karrierestatistik
(Legende zur Spielerstatistik: Sp oder GP = absolvierte Spiele; T oder G = erzielte Tore; V oder A = erzielte Assists; Pkt oder Pts = erzielte Scorerpunkte; SM oder PIM = erhaltene Strafminuten; +/− = Plus/Minus-Bilanz; PP = erzielte Überzahltore; SH = erzielte Unterzahltore; GW = erzielte Siegtore; 1 Play-downs/Relegation; Kursiv: Statistik nicht vollständig)